# Сухорада Павло Федорович
Сухорада Павло Федорович (9 червня 1940, с. Велика Павлівка Зіньківського району, Полтавщина — 18 грудня 1994, с. Велика Павлівка Зіньківського району, Полтавщина) — український письменник-гуморист, прозаїк. Член НСПУ (1994).

## Біографія
Народився 9 червня 1940 в селі Велика Павлівка Полтавської області в сім'ї колгоспників.
Закінчив Великопавлівську середню школу (1957), Зіньківське училище механізації, тривалий час працював у рідному селі причіплювачем, трактористом, теслею.
За станом здоров'я рано вийшов на пенсію, брав активну участь в громадському житті села, активно виступав в районній та обласних газетах. Надихався творчістю Миколи Гоголя, Остапа Вишні та Олександра Ковіньки. Його гуморески друкували газети «Молодь України», «Літературна Україна», журнали «Прапор», «Дніпро», «Україна», «Хлібороб України», обласна і районна періодика.
Переважно писав на теми колгоспного життя, про побут і мораль, дотепно висміював різного роду недоліки. Написав також чимало публіцистичних статей і кореспонденцій.
Протягом багатьох років був одним із найактивніших громадських кореспондентів районної газети «Прапор комунізму», творчо виконував обов'язки відповідального секретаря літературного об'єднання «Співуче джерело» при редакції цього видання.
Окремі твори перекладено білоруською мовою.

## Вибрані твори

### Окремі видання
- Сухорада, П. Ф. Антивиховання [Текст]: гуморески / П. Ф. Сухорада. — К. : Молодь, 1981. — 96 с. — (Перша книга прозаїка).
- Сухорада, П. Ф. Смалений вовк [Текст]: гумор і сатира / П. Ф. Сухорада. — К. : Радянський письменник, 1988. — 182 с. — ISBN 5-333-00085-9.

### Гуморески
- Підмогоричили (1969)[2]
- Персона нон грата (1974)[4]
- Скарга бабусі Теклі (?)
- «Незамінний» Василь Свербигуз (1979)[5]
- Як я оберігав авторитет (1979)[6]
- Антивиховання (1981)[7]
- «Велика сила» (1981)[8]
- Свято (1981)[9]
- «Віщий» сон (1981)[10]
- Чарівне слово (1981)[11]
- Тимкові сни (1982)[12]
- Творча думка (1988)[13]
- Неспокійна ніч (усмішка, 1988)[14]
- Пенсія (1989)[15]
- Будьте, як дома (1989)[16]
- У нас усі гарні (1989)[17]
- Чорна дірка (1991)[18]
- Бартер (1994)[19]
- Дорожня наука (весняна усмішка, 1994)[19]

### Оповідання
- Помста (1988)[20]

### Нариси
- З ім'ям Леніна (1979)[21]
- Щастя Людмили Гудько (1979)[22]
- Вибір на все життя (1981)[23]
- Немов рідна мати (1981)[24]
- Захисток (1984)[25]

Обкладинка книги «Антивиховання» (1981)
Обкладинка книги «Смалений вовк» (1988)